# 栃木県道・茨城県道286号深沢岩瀬線

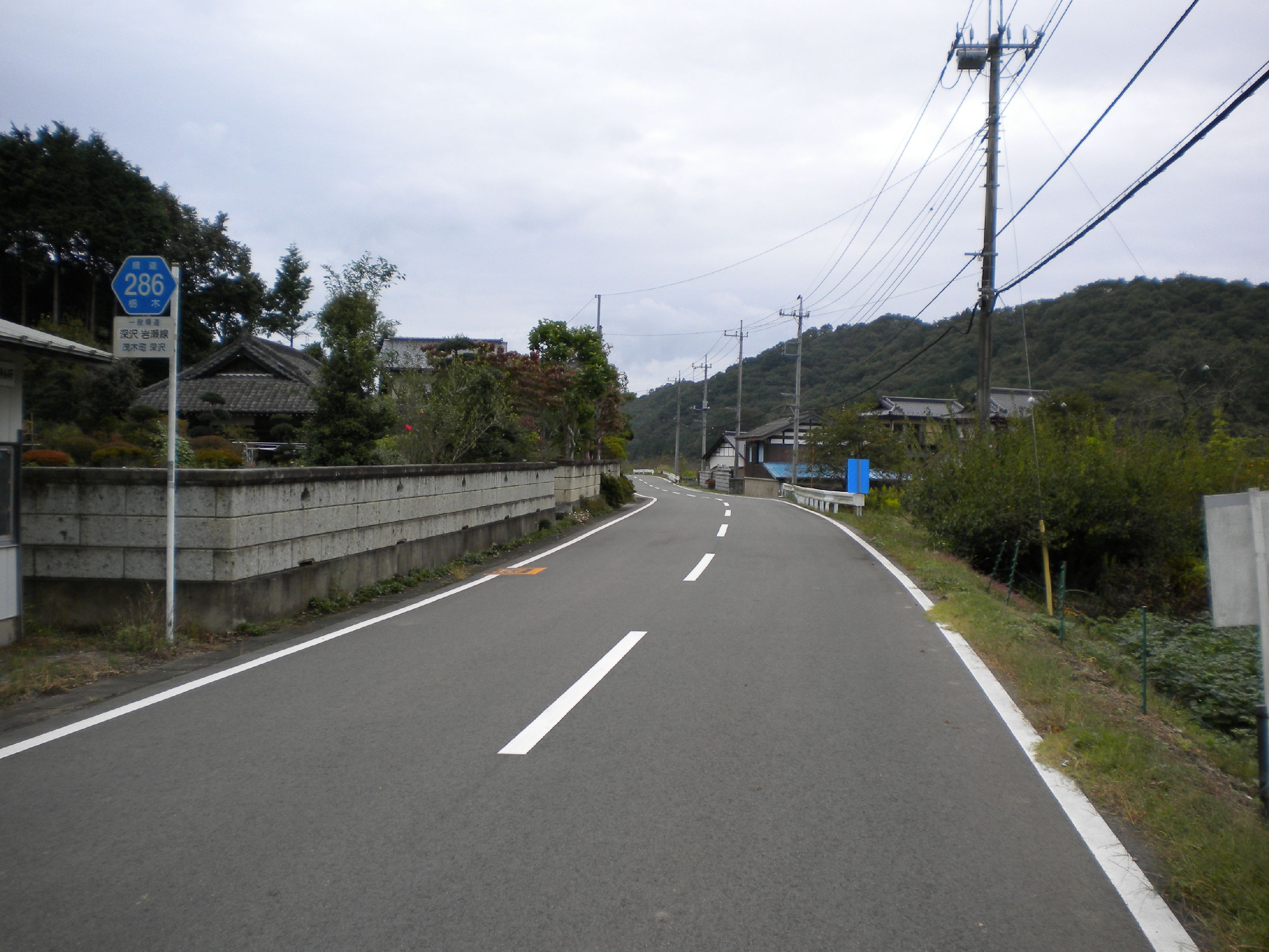
茂木町深沢付近

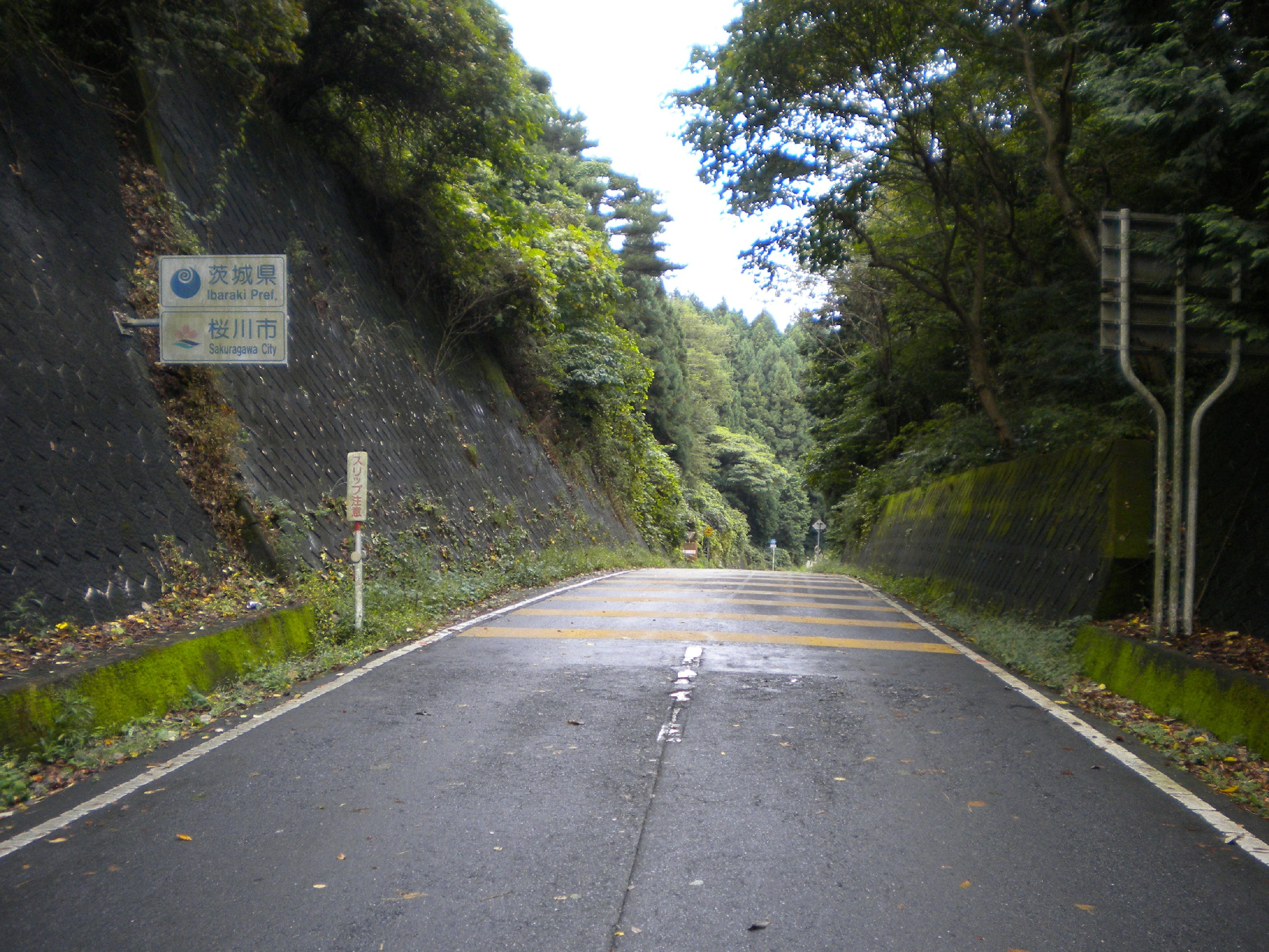
栃木・茨城県境付近

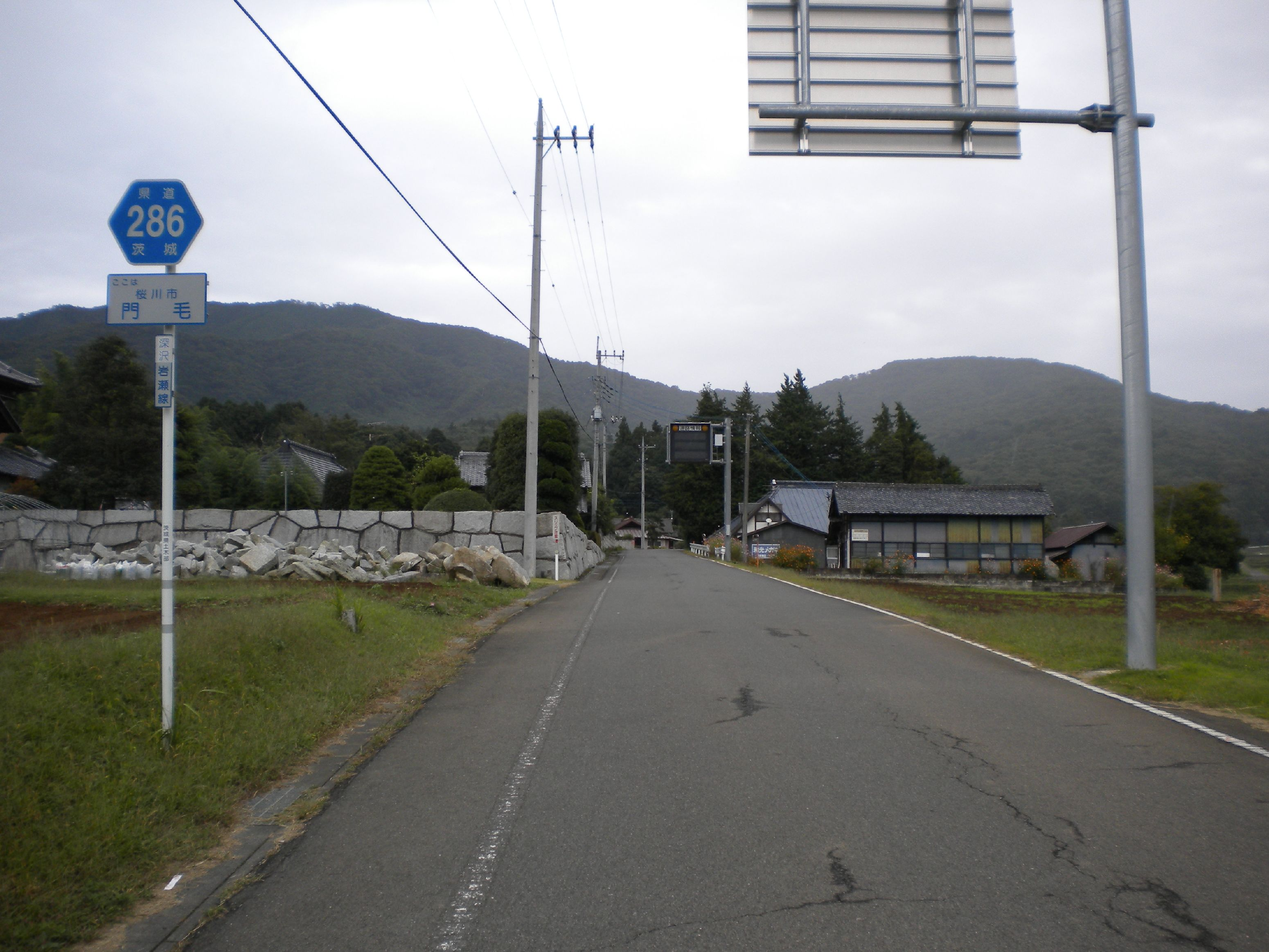
桜川市門毛（終点）付近

栃木県道・茨城県道286号深沢岩瀬線（とちぎけんどう・いばらきけんどう286ごう ふかさわいわせせん）は、栃木県芳賀郡茂木町から茨城県桜川市に至る一般県道である。

## 概要
栃木県南東部・茂木町の南部にある集落である深沢から茨城県桜川市北部の岩瀬地区（旧岩瀬町）内門毛までを南北に結ぶ路線。茨城県側および栃木・茨城県境付近は1.5車線、栃木県側はおおむね2車線で整備されている。
2008年に「中飯岩瀬線」から改称された。

### 路線データ
- 起点：栃木県芳賀郡茂木町大字深沢（深沢交差点＝栃木県道・茨城県道1号宇都宮笠間線交点）
- 終点：茨城県桜川市門毛（茨城県道・栃木県道257号西小塙真岡線交点）
- 総延長：9.737 km（栃木県区間：7.050 km[1]、茨城県区間：2.687km[2]、茨城県区間：2.687 km[3]）
- 重用延長：*.* km（栃木県区間：*.* km、茨城県区間：0.0 km[3]）
- 未供用延長：なし（栃木県区間：*.* km、茨城県区間：0.0 km[3]）
- 実延長：9.737 km（栃木県区間：7.050 km[1]、茨城県区間：2.687 km[3]）
- 自動車交通不能区間延長[注釈 1]：*.* km（栃木県区間：*.* km、茨城県区間：0.0 km[3]）

## 歴史
1959年（昭和34年）10月14日、新たな県道として栃木県芳賀郡茂木町中飯を起点とし、茨城県西茨城郡岩瀬町を終点とする区間を本路線とする県道中飯岩瀬線として茨城県が県道路線認定した。
1995年（平成7年）の茨城県道の路線再編に伴って、整理番号286となりる。さらに2008年（平成20年）に告示改正によって路線名が県道深沢岩瀬線に変わり現在に至る。

### 年表
- 1959年（昭和34年）10月14日
茨城県が現在の路線を県道中飯岩瀬線（図面対照番号232）として路線認定[4]。茨城県内の道路区域は、県界西茨城郡岩瀬町大字門毛から西茨城郡岩瀬町大字門毛の県道西小塙真岡線交点までと決定された[5]。
- 1961年（昭和36年）4月1日：栃木県が一般県道中飯岩瀬線として認定。
- 1969年（昭和44年）6月16日：西茨城郡岩瀬町大字門毛の狭隘路（最小幅員3.0 m、延長395 m）を道路改良供用開始[6]。
- 1972年（昭和47年）12月11日：西茨城郡岩瀬町大字南飯田 - 同町大字門毛の狭隘路（最小幅員3.0 m）を道路改良バイパス路（2.17 km）に付け替え供用開始[7]。
- 1995年（平成7年）3月30日：茨城県区間において、整理番号288から現在の番号（整理番号286）に変更される[8]。
- 2008年（平成20年）4月1日：告示改正に伴い現在の路線名「深沢岩瀬線」に変更される[9]。

## 地理

### 通過する自治体
- 栃木県
  - 芳賀郡茂木町
- 茨城県
  - 桜川市

### 交差する道路
なし